# كازيميرز أداش
كازيميرز بيوتر أداش (Kazimierz Piotr Adach) (مواليد 9 مايو 1957) هو ملاكم بولندي، مثّل بلاده في الألعاب الأولمبية الصيفية 1980 وحقق الميدالية البرونزية في فئة الوزن الخفيف.

## روابط خارجية
كازيميرز أداش على موقع اللجنة الأولمبية الدولية (الإنجليزية)
- كازيميرز أداش على موقع أوليمبيديا (الإنجليزية)
- كازيميرز أداش على موقع اللجنة الأولمبية البولندية (مؤرشف) (البولندية)